# Liga Super Basketball

Logo da LSB.

Liga Super Basketball, também referido como Sodiê Mesquita, citando seu patrocinador e sua cidade-sede, é uma entidade que promove o basquetebol no estado do Rio de Janeiro. Como uma liga independente, promove competições em diversas categorias de base, master e adulto tanto no naipe masculino como no feminino. Também gere um time na Liga de Basquete Feminino.
Fundada em 2007 pelos professores Guilherme Simões e Marcos Guinancio, que atualmente ainda estão na diretoria da instituição juntamente com o engenheiro Luiz Cláudio Bonifácio, a liga rapidamente alcançou o posto de maior organização de basquetebol do Rio de Janeiro e uma das maiores liga de basquete amador do país, chegando em 2018 a organizar mais de 700 jogos em um ano, em 16 diferentes municípios do estado do Rio de Janeiro e também na cidade de Juiz de Fora, em Minas Gerais, com a participação de 136 equipes e envolvendo diretamente mais de 1900 atletas.
A partir de 2014, a LSB-RJ passa a convocar uma seleção masculina adulta para disputar torneios contra outras instituições, com destaque para a Liga Sudeste de Basquete Amador e para o campeonato estadual de basquete do Rio de Janeiro organizado pela FBERJ.
No final de 2018, a Liga Super Basketball anuncia que irá manter a partir de 2019 uma equipe profissional de basquete feminino, batizada LSB RJ/Sodiê Doces, que disputará o principal torneio do país, a Liga de Basquete Feminino, levando o basquete feminino profissional de volta à capital carioca após 8 anos sem equipes na liga nacional. Neste mesmo ano, conquista de forma invicta o Campeonato Brasileiro de 3x3 Sub-23 feminino. Após terminar em nono lugar sua primeira participação no campeonato nacional, a equipe é anunciada como a representante brasileira na edição de 2020 da Liga Sul-Americana de Basquetebol Feminino.

## Equipe profissional feminina

### O ano de estreia na LBF
Vista como o patinho feio da competição por contar com um elenco formado majoritariamente por atletas sem experiência em torneios profissionais adultos, a equipe surpreende em seu primeiro ano conseguindo 3 vitórias e terminando a competição na nona colocação.
Já em seu primeiro ano de participação, a equipe teve duas representantes no fim de semana as estrela da LBF. A pivô Lorraine Milton no jogo das estrelas e a armadora Carol Ribeiro na disputa de arremessos de três pontos.
Além do sucesso nas quadras, a equipe passa a ser conhecida por seu marketing, personificado em Locão James, um cachorro antropomorfizado irreverente que é eleito o melhor mascote do Brasil em 2019.

### O título brasileiro de 3x3 Sub-23
Após o término da temporada regular da LBF, em julho, as quatro atletas sub-23 do elenco, Thainá Andrade, Rayane Sant'Anna, Luciana Medeiros e Joyce Pinheiro disputam a primeira etapa do Campeonato Brasileiro de 3x3 Sub-23, organizado pela CBB, e são campeões invictas derrotando a equipe da Mangueira na final, e garantindo vaga na etapa final da competição.  Luciana Medeiros termina como a cestinha da competição com 20 pontos anotados.
Em agosto, a equipe disputa a etapa final da competição desfalcada de Luciana Medeiros, que é substituída por Mayara Marins, que disputara a última edição da LBF pela equipe de São Bernardo. Com uma vitória na final sobre a equipe Winx do Distrito Federal por 14 a 10, conquista o inédito título nacional de forma invicta. A atleta Thainá Andrade termina como um das cestinhas da competição, empatada com Letícia França do Winx (DF). 
Após este resultado, Thainá Andrade é convocada para a seleção brasileira de 3x3 Sub-23, e representa a LSB-RJ nos Jogos Mundiais de Praia, em Doha, no Catar. 

### A segunda temporada em 2020
Após um período de inatividade da equipe profissional no segundo semestre de 2019, quando as atletas disputam a liga amadora estadual por outras equipes, em janeiro de 2020 a entidade confirma que irá novamente disputar a LBF em 2020, agora com o nome Sodiê Doces/LSB RJ, e anuncia o reforço de duas cariocas que disputaram a LBF pelo Instituto Brazolin de São Bernardo do Campo: Thayná Silva, eleita revelação da LBF em 2018 e Mayara Marins, que em 2019 já jogara pela LSB-RJ/Sodiê Doces no Campeonato Brasileiro de 3x3 Sub-23. Se somam a elas no elenco as também fluminenses Amanda Silva, formada nas equipes amadoras que disputam os torneios organizados pela LSB e Adrielly Oliveira, pivô da seleção brasileira juvenil.
Além das atletas do Rio de Janeiro, a equipe também se reforçou com as experientes Jennifer Sirtoli e Domenica Lombardy. Porém, devido a pandemia de Covid-19, este elenco não chega a disputar nenhuma partida oficial junto, com a edição de 2020 da LBF sendo cancelada e a Liga Sulamericana adiada para 2021.

### 2021: Mudança para Mesquita
No ano de 2021, a equipe anuncia parcerias com a Prefeitura de Mesquita e com o Mesquita Futebol Clube. A sede social do tradicional clube da baixada, situada no centro da cidade, é então reformada e passa a abrigar a Arena LSB, ginásio onde a equipe passa a treinar e disputar suas partidas com mando de quadra. Com as novas parcerias, a equipe passa a oficialmente se chamar Sodiê Doces/Mesquita/LSB-RJ.
Visando a disputa das edições de 2021 da LBF  e da Liga Sulamericana, a equipe se reforça com duas extrangeirasː a armadora americana Marquita Daniels  e a pivô francesa Jessy Gneneka. Além delas, também chegam as brasileiras Julia Schmauch, Lorena Silva e Nazinha.
Em sua primeira partida na temporada, a equipe faz sua estreia em TV aberta para todo o Brasil (TV Cultura) recebendo no Mesquita Futebol Clube o atual vice-campeão paulista Ituano. Para a surpresa de muitos, a LSB consegue uma sólida vitória por 82 a 77, com Thayná Silva anotando um duplo-duplo (23 pontos e 10 rebotes) em sua primeira partida oficial após dois anos de afastamento das quadras para cuidar de sua gravidez.

## Equipe adulta masculina
No ano de 2014, a LSB convida quatro treinadores, Bruno Freire (Space), Sérgio Garcia (Serjão), Jorge José (Pupa) e Marcelo Berro, para convocarem uma seleção com seus melhores atletas adultos masculinos para disputar o campeonato estadual da FBERJ. Apesar de amadora, a equipe conta com alguns atletas experientes com passagens em diversos grandes clubes do Brasil, como Douglas Motta, Marcelão e Eduardo Schwin. A participação da LSB no torneio foi muito comemorada pela comunidade do basquete fluminense, pois garantiu a realização da competição em um ano em que apenas duas equipes profissionais, Flamengo e Macaé, existiam no estado.
Com o sucesso da iniciativa de reunir uma seleção de seus melhores atletas, a LSB-RJ passa então a organizar, juntamente com entidades esportivas de outros estados como Copa ES Basquete (ES), LDBA (MG) e Copa Paulista de Basketball (SP), a Liga Sudeste de Basquete Amador, competição disputada anualmente até o ano de 2018.
A partir de 2019, a competição é substituída pela Copa Brasil de Basquete Amador, organizada pela LSB-RJ em conjunto com a LDBA (MG), a LABA (SP) e a Copa ES Basquete (ES). Nesta nova competição, a liga passa a não mais ser representada por sua seleção, mas por uma equipe designada.
Na edição de 2019 disputada em Pedro Leopoldo (MG), a LSB-RJ, após desistência do campeão Oasis Clube/Faculdade Gama e Souza/Trovões, foi representada por seu vice-campeão de 2018 Três Rios Basketball, que conquistou o segundo lugar. Ao final da competição, o treinador do Três Rios, Carlos Filipe, foi eleito o melhor da competição e os atletas Guilherme Ferreira e Iago Fortini foram eleitos para a seleção do campeonato.

### Parceria com Sodiê Salgados e profissionalização
No ano de 2021 a LSB anuncia a volta de sua equipe adulta masculina, viabilizada através de parceira com a prefeitura de Mesquita e com o patrocinador Sodiê Salgados. A equipa passa então a se chamar oficialmente Sodiê Salgados/Mesquita/LSB, e se prepara para disputar o campeonato carioca da FBERJ e o campeonato brasileiro da CBB.
Comandada por Leo Bruno, assistente técnico de Raphael Zaramba na equipe feminina, em sua estreia oficial, a equipe masculina consegue uma boa vitória sobre o CD Atitude, por 84 a 43. 
 Com mais três vitórias em sequência, a equipe termina invicta e em primeiro lugar a fase de classificação da Taça Guanabara.

## Torneios amadores
A organização de torneios de basquete amador é o principal objetivo da liga. Em sua primeira edição, existia apenas a categoria adulto masculino, disputada quase que em sua totalidade na baixada fluminense.
Com o passar dos anos, a liga começou a organizar torneios em diferentes naipes e idades, cobrindo também o basquete feminino, de base e master. Com equipes de diversas regiões do estado ano após ano aderindo à liga (incluindo equipes da cidade mineira de Juiz de Fora), ela se transformou no maior torneio de basquetebol do estado, chegando a realizar mais de 700 jogos por ano com mais de 1900 atletas entrando em quadra.

### Campeões dos torneios adultos

#### Campeões do Estadual Amador Adulto Masculino
- 2007 - CUFA
- 2008 - Bad Angels
- 2009 - Perphorma/LUB
- 2010 - Perphorma/LUB
- 2011 - Bad Angels
- 2012 - Pick and Roll Team
- 2013 - Pick and Roll Team
- 2014 - ESCOBASE
- 2015 - ESCOBASE
- 2016 - Kobras Basketball
- 2017 - Kobras Basketball
- 2018 - Oasis Clube/Faculdade Gama e Souza/Trovões
- 2019 - Club Municipal

#### Campeãs do Estadual Amador Adulto Feminino
- 2012 - Duque Kings
- 2013 - Soul Basket
- 2014 - VemSer
- 2015 - VemSer
- 2016 - Impacto Basket
- 2017 - Club Municipal
- 2018 - Club Municipal
- 2019 - Club Municipal

#### Campeões da Liga B Adulto Masculino
- 2013 - ESCOBASE do Bairro de Campo Grande
- 2014 - Liga da Justiça
- 2015 - Kobras Basketball de Cabo Frio
- 2016 - UVA Tijuca
- 2017 - MACKENZIE B do Méier
- 2018 - VR Ballers de Volta Redonda
- 2019 - CR Flamengo

### Campeões dos torneios master

#### Campeões +35 Masculino
- 2013 - Grêmio de Realengo
- 2014 - Grêmio de Realengo
- 2015 - Jequiá Iate Clube
- 2016 - Associação de Veteranos de Basquete de Niterói (AVBN)
- 2017 - Sport Club Mackenzie
- 2018 - Sport Club Mackenzie
- 2019 - Federação de Basquete Master do Rio de Janeiro (FBMRJ)

#### Campeões +40 Masculino
- 2015 - Vila da Penha/Centro Cívico Leopoldinense
- 2016 - Jequiá Iate Clube
- 2017 - Jequiá Iate Clube
- 2018 - Jequiá Iate Clube
- 2019 - Sport Club Mackenzie

#### Campeões +45 Masculino
- 2015 - Botafogo Futebol e Regatas
- 2016 - Botafogo Futebol e Regatas
- 2017 - Jequiá Iate Clube
- 2018 - Botafogo Futebol e Regatas
- 2019 - Botafogo Futebol e Regatas

#### Campeões +50 Masculino
- 2018 - Botafogo Futebol e Regatas
- 2019 - Botafogo Futebol e Regatas